# Đấu kiếm tại Đại hội Thể thao Đông Nam Á 2023
Đấu kiếm là một trong những môn thể thao được thi đấu tại Đại hội Thể thao Đông Nam Á 2023 ở Campuchia, được tổ chức từ ngày 11 đến 16 tháng 5 năm 2023 tại Phnôm Pênh, Campuchia.

## Nội dung thi đấu
Giải Đấu kiếm gồm mười hai nội dung, bao gồm: sáu nội dung cho nam, sáu nội dung cho nữ: Kiếm ba cạnh cá nhân, Kiếm chém cá nhân, Kiếm liễu cá nhân, Kiếm ba cạnh đồng đội, Kiếm chém đồng đội, Kiếm liễu đồng đội.

## Chương trình thi đấu
| Ngày  | Giờ         | Giới tính | Nội dung              | Giai đoạn                        |
| ----- | ----------- | --------- | --------------------- | -------------------------------- |
| 11/05 | 10:00-15:00 | Nữ        | Cá nhân kiếm ba cạnh  | Vòng sơ loại Vòng loại trực tiếp |
| 11/05 | 10:00-15:00 | Nam       | Cá nhân kiếm chém     | Vòng sơ loại Vòng loại trực tiếp |
| 11/05 | 10:00-15:00 | Nữ        | Cá nhân kiếm ba cạnh  | Bán kết Chung kết                |
| 11/05 | 10:00-15:00 | Nam       | Cá nhân kiếm chém     | Bán kết Chung kết                |
| 12/05 | 10:00-15:00 | Nữ        | Cá nhân kiếm liễu     | Vòng sơ loại Vòng loại trực tiếp |
| 12/05 | 10:00-15:00 | Nam       | Cá nhân kiếm ba cạnh  | Vòng sơ loại Vòng loại trực tiếp |
| 12/05 | 10:00-15:00 | Nữ        | Cá nhân kiếm liễu     | Bán kết Chung kết                |
| 12/05 | 10:00-15:00 | Nam       | Cá nhân kiếm ba cạnh  | Bán kết Chung kết                |
| 13/05 | 10:00-15:00 | Nữ        | Cá nhân kiếm chém     | Vòng sơ loại Vòng loại trực tiếp |
| 13/05 | 10:00-15:00 | Nam       | Cá nhân kiếm liễu     | Vòng sơ loại Vòng loại trực tiếp |
| 13/05 | 10:00-15:00 | Nữ        | Cá nhân kiếm chém     | Bán kết Chung kết                |
| 13/05 | 10:00-15:00 | Nam       | Cá nhân kiếm liễu     | Bán kết Chung kết                |
| 14/05 | 10:00-15:00 | Nữ        | Đồng đội kiếm ba cạnh | Vòng sơ loại Vòng loại trực tiếp |
| 14/05 | 10:00-15:00 | Nam       | Đồng đội kiếm chém    | Vòng sơ loại Vòng loại trực tiếp |
| 14/05 | 10:00-15:00 | Nữ        | Đồng đội kiếm ba cạnh | Bán kết Chung kết                |
| 14/05 | 10:00-15:00 | Nam       | Đồng đội kiếm chém    | Bán kết Chung kết                |
| 15/05 | 10:00-15:00 | Nữ        | Đồng đội kiếm liễu    | Vòng sơ loại Vòng loại trực tiếp |
| 15/05 | 10:00-15:00 | Nam       | Đồng đội kiếm ba cạnh | Vòng sơ loại Vòng loại trực tiếp |
| 15/05 | 10:00-15:00 | Nữ        | Đồng đội kiếm liễu    | Bán kết Chung kết                |
| 15/05 | 10:00-15:00 | Nam       | Đồng đội kiếm ba cạnh | Bán kết Chung kết                |
| 16/05 | 10:00-15:00 | Nữ        | Đồng đội kiếm chém    | Vòng sơ loại Vòng loại trực tiếp |
| 16/05 | 10:00-15:00 | Nam       | Đồng đội kiếm liễu    | Vòng sơ loại Vòng loại trực tiếp |
| 16/05 | 10:00-15:00 | Nữ        | Đồng đội kiếm chém    | Bán kết Chung kết                |
| 16/05 | 10:00-15:00 | Nam       | Đồng đội kiếm liễu    | Bán kết Chung kết                |

## Bảng tổng sắp huy chương
| Hạng               | Đoàn               | Vàng | Bạc | Đồng | Tổng số |
| ------------------ | ------------------ | ---- | --- | ---- | ------- |
| 1                  | Singapore          | 7    | 3   | 6    | 16      |
| 2                  | Việt Nam           | 4    | 3   | 3    | 10      |
| 3                  | Thái Lan           | 1    | 1   | 3    | 5       |
| 4                  | Philippines        | 0    | 5   | 5    | 10      |
| 5                  | Malaysia           | 0    | 0   | 4    | 4       |
| 6                  | Campuchia          | 0    | 0   | 2    | 2       |
| 7                  | Indonesia          | 0    | 0   | 1    | 1       |
| Tổng số (7 đơn vị) | Tổng số (7 đơn vị) | 12   | 12  | 24   | 48      |

## Danh sách huy chương

### Nam
| Kiếm ba cạnh cá nhân  | Si To Jian Tong · Singapore                                                             | Noelito Jose · Philippines                                                                                     | Nguyễn Tiến Nhật · Việt Nam                                                                       |  |  |  |
| Kiếm ba cạnh cá nhân  | Si To Jian Tong · Singapore                                                             | Noelito Jose · Philippines                                                                                     | Simon Renjie Lee · Singapore                                                                      |  |  |  |
| Kiếm ba cạnh đồng đội | Việt Nam · Hoàng Nhật Nam · Nguyễn Phước Đến · Nguyễn Tiến Nhật · Trương Trần Nhật Minh | Thái Lan · Chinnaphat Chaloemchanen · Korakote Juengamnuaychai · Jadsadaporn Puengkuntod · Nattiphong Singkham | Singapore · Simon Renjie Lee · Bron Han Shen Sheum · Si To Jian Tong                              |  |  |  |
| Kiếm ba cạnh đồng đội | Việt Nam · Hoàng Nhật Nam · Nguyễn Phước Đến · Nguyễn Tiến Nhật · Trương Trần Nhật Minh | Thái Lan · Chinnaphat Chaloemchanen · Korakote Juengamnuaychai · Jadsadaporn Puengkuntod · Nattiphong Singkham | Philippines · Jian Miguel Bautista · Rex Fernandez Delacruz · Lee Eigran Ergina · Noelito Jose    |  |  |  |
|                       |                                                                                         | |                                                                                                   |  |  |  |
| Kiếm liễu cá nhân     | Samuel Elijah Robson · Singapore                                                        | Sammuel Tranquilan · Philippines                                                                               | Tristan Cheng · Malaysia                                                                          |  |  |  |
| Kiếm liễu cá nhân     | Samuel Elijah Robson · Singapore                                                        | Sammuel Tranquilan · Philippines                                                                               | Hans Yoong · Malaysia                                                                             |  |  |  |
| Kiếm liễu đồng đội    | Việt Nam · Cao Minh Duyệt · Nguyễn Minh Quang · Nguyễn Văn Hải · Phạm Quốc Tài          | Singapore · Zephaniah Ian Kiew · Max Neo · Samuel Elijah Robson · Lionel Wee                                   | Malaysia · Tristan Cheng · Goh Wen Hao · Kaerlan Kamalanathan · Hans Yoong                        |  |  |  |
| Kiếm liễu đồng đội    | Việt Nam · Cao Minh Duyệt · Nguyễn Minh Quang · Nguyễn Văn Hải · Phạm Quốc Tài          | Singapore · Zephaniah Ian Kiew · Max Neo · Samuel Elijah Robson · Lionel Wee                                   | Philippines · Prince John Felipe · Shawn Felipe · Nathaniel Perez · Sammuel Tranquilan            |  |  |  |
|                       |                                                                                         | |                                                                                                   |  |  |  |
| Kiếm chém cá nhân     | Voragun Srinualnad · Thái Lan                                                           | Vũ Thành An · Việt Nam                                                                                         | Nguyễn Văn Quyết · Việt Nam                                                                       |  |  |  |
| Kiếm chém cá nhân     | Voragun Srinualnad · Thái Lan                                                           | Vũ Thành An · Việt Nam                                                                                         | Dan Wei Zuo · Singapore                                                                           |  |  |  |
| Kiếm chém đồng đội    | Việt Nam · Nguyễn Văn Quyết · Nguyễn Xuân Lợi · Tô Đức Anh · Vũ Thành An                | Singapore · Dan Wei Zuo · Lucius Loh · Nicholas Loo · Jorelle See                                              | Indonesia · Muhammad Irfandi Nurkamil · Ricky Dishullimah · Dita Afriadi                          |  |  |  |
| Kiếm chém đồng đội    | Việt Nam · Nguyễn Văn Quyết · Nguyễn Xuân Lợi · Tô Đức Anh · Vũ Thành An                | Singapore · Dan Wei Zuo · Lucius Loh · Nicholas Loo · Jorelle See                                              | Thái Lan · Voragun Srinualnad · Chinnawat Tamniyom · Kanisorn Pangmoon · Panachai Wiriyatangsakul |  |  |  |

### Nữ
| Kiếm ba cạnh cá nhân  | Elle Koh Meihui · Singapore                                                          | Vũ Thị Hồng · Việt Nam                                                                       | Kiria Tikanah · Singapore                                                                                   |  |  |  |
| Kiếm ba cạnh cá nhân  | Elle Koh Meihui · Singapore                                                          | Vũ Thị Hồng · Việt Nam                                                                       | Ivy Claire Dinoy · Philippines                                                                              |  |  |  |
| Kiếm ba cạnh đồng đội | Singapore · Elle Koh Meihui · Filzah Hidayah Nor Anuar · Kiria Tikanah · Rebecca Ong | Philippines · Hanniel Abella · Ivy Claire Dinoy · Alexa Larrazabal · Andrea Matias           | Thái Lan · Sasiporn Poonket · Korawan Thanee · Pacharaporn Vasanasomsithi · Warisa Winya                    |  |  |  |
| Kiếm ba cạnh đồng đội | Singapore · Elle Koh Meihui · Filzah Hidayah Nor Anuar · Kiria Tikanah · Rebecca Ong | Philippines · Hanniel Abella · Ivy Claire Dinoy · Alexa Larrazabal · Andrea Matias           | Việt Nam · Nguyễn Phương Kim · Nguyễn Thị Kiều Oanh · Phạm Huyền Trang · Vũ Thị Hồng                        |  |  |  |
|                       |                                                                                      |                                                                                              | |  |  |  |
| Kiếm liễu cá nhân     | Maxine Wong · Singapore                                                              | Samantha Catantan · Philippines                                                              | Kemei Cheung · Singapore                                                                                    |  |  |  |
| Kiếm liễu cá nhân     | Maxine Wong · Singapore                                                              | Samantha Catantan · Philippines                                                              | Surayya Rizzal · Malaysia                                                                                   |  |  |  |
| Kiếm liễu đồng đội    | Singapore · Kemei Cheung · Tiffany Seet · Tay Yu Ling · Maxine Wong                  | Việt Nam · Hà Thị Vân Anh · Lưu Thị Thanh Nhàn · Nguyễn Thị Thu Phương · Phạm Thị Ngọc Luyên | Thái Lan · Sasinpat Doungpattra · Naramol Longthong · Chayanutphat Shinnakerdchoke · Ploypailin Thongchampa |  |  |  |
| Kiếm liễu đồng đội    | Singapore · Kemei Cheung · Tiffany Seet · Tay Yu Ling · Maxine Wong                  | Việt Nam · Hà Thị Vân Anh · Lưu Thị Thanh Nhàn · Nguyễn Thị Thu Phương · Phạm Thị Ngọc Luyên | Philippines · Janna Catantan · Samantha Catantan · Maricar Matienzo · Justine Gail Tinio                    |  |  |  |
|                       |                                                                                      |                                                                                              | |  |  |  |
| Kiếm chém cá nhân     | Juliet Heng · Singapore                                                              | Jessica Ong · Singapore                                                                      | Jylyn Nicanor · Philippines                                                                                 |  |  |  |
| Kiếm chém cá nhân     | Juliet Heng · Singapore                                                              | Jessica Ong · Singapore                                                                      | Chhay Linly · Campuchia                                                                                     |  |  |  |
| Kiếm chém đồng đội    | Việt Nam · Bùi Thị Thu Hà · Lê Minh Hằng · Phạm Thị Thu Hoài · Phùng Thị Khánh Linh  | Philippines · Allaine Cortey · Queen Dalmacio · Jylyn Nicanor · Andrea Sayson                | Singapore · Juliet Heng · Jean Koh · Jessica Ong · Nicole Sher                                              |  |  |  |
| Kiếm chém đồng đội    | Việt Nam · Bùi Thị Thu Hà · Lê Minh Hằng · Phạm Thị Thu Hoài · Phùng Thị Khánh Linh  | Philippines · Allaine Cortey · Queen Dalmacio · Jylyn Nicanor · Andrea Sayson                | Campuchia · Chhay Linly · Pen Narita · Sorn Nich · Yi Liza                                                  |  |  |  |